# Novo Selo (Slunj)
Novo Selo je naselje u Republici Hrvatskoj, u sastavu grada Slunja, Karlovačka županija. 

## Stanovništvo
Prema popisu stanovništva iz 2001. godine, naselje je imalo 85 stanovnika te 27 obiteljskih kućanstava.

Prema popisu stanovništva 2011. godine naselje je imalo 68 stanovnika.
| broj stanovnika | 199   |       |       | 149   | 136   |       |       |       | 111   | 101   | 88    | 94    |       |       | 85    | 68    | 52    |
|                 | 1857. | 1869. | 1880. | 1890. | 1900. | 1910. | 1921. | 1931. | 1948. | 1953. | 1961. | 1971. | 1981. | 1991. | 2001. | 2011. | 2021. |